# Holoparamecus floridanus
Holoparamecus floridanus is een keversoort uit de familie zwamkevers (Endomychidae). De wetenschappelijke naam van de soort werd in 1899 gepubliceerd door Henry Clinton Fall.